# 金华银行
金华银行是中国浙江省金华市的一家区域性股份制商业银行。前身是1997年12月成立的金华市商业银行。2010年6月10日，金华市商业银行改建为金华银行。

## 简介
金华市商业银行挂牌营业之时，主要以金华市以及辖下的周边县市为市场，在义乌市、永康市、东阳市、兰溪市、浦江县和武义县开设分支机构，为当地活跃的中小企业办理金融业务。2010年，为了开拓其他市场，金华市商业银行进行改革，并更名为金华银行，以打破地域界限。其后，金华银行在衢州、杭州、温州、嘉兴等地设立分支机构。